# Marius Petipa
Marius Petipa, właściwie Victor Marius Alphonse Petipa (ur. 11 marca 1818 w Marsylii, zm. 14 lipca 1910 w Gurzufie na Krymie) – wybitny francuski tancerz i baletmistrz, choreograf i pedagog tańca, uznawany za "ojca" rosyjskiego baletu klasycznego. Syn tancerza i baletmistrza Jeana-Antoine'a-Nicolasa Petipy (1787-1855) i aktorki dramatycznej Victorine Grasseau-Maurel (1794-1860), brat Luciena Petipy (1815-1898), jednego z czołowych tancerzy francuskiego baletu romantycznego.

## Kariera artystyczna

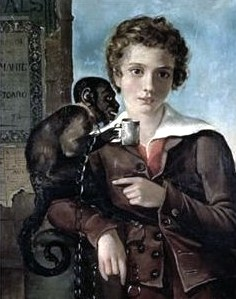
Marius Petipa w balecie Jocko ou le Singe du Brésil, Bruksela 1827

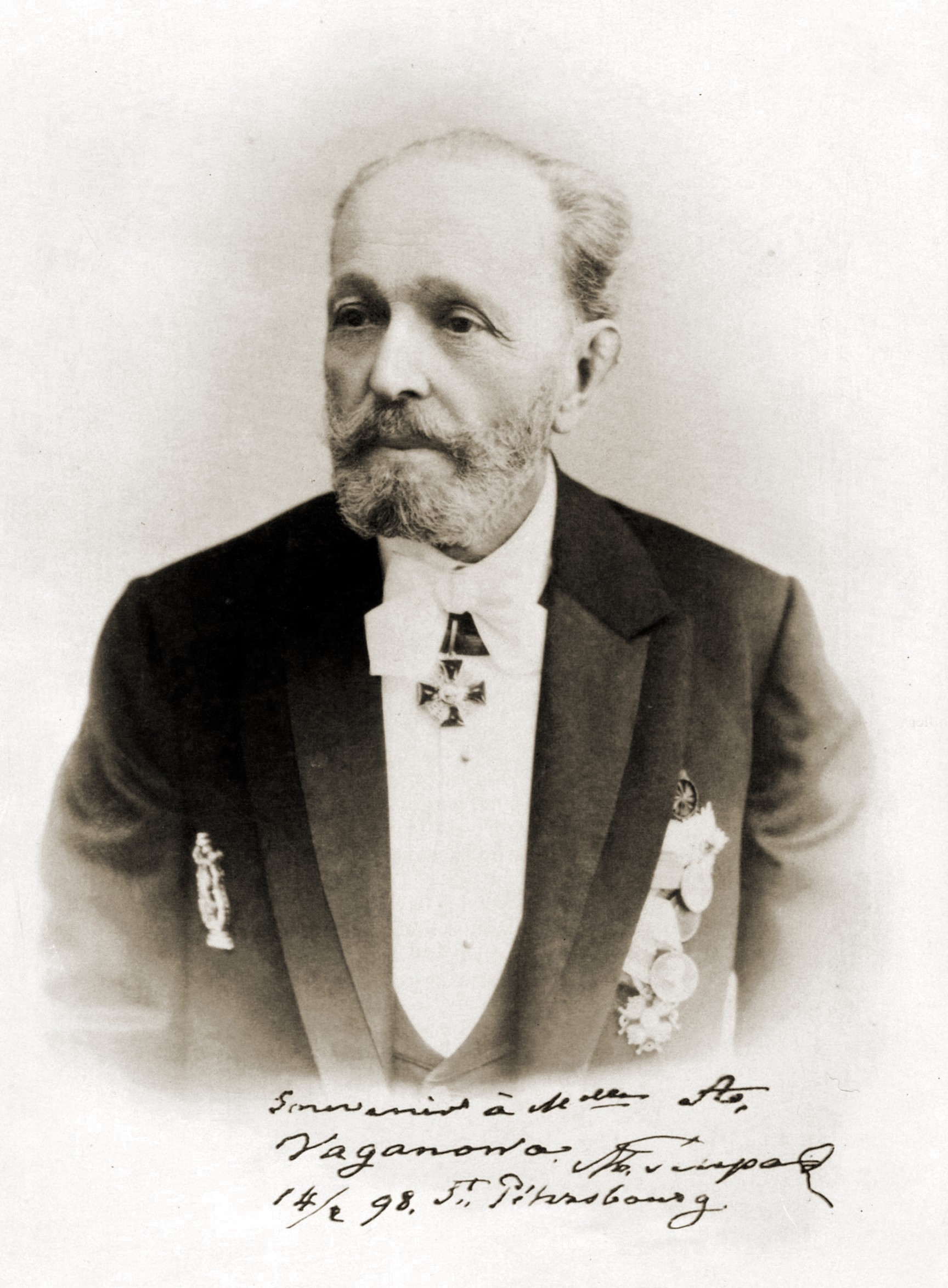
Marius Petipa, 1898

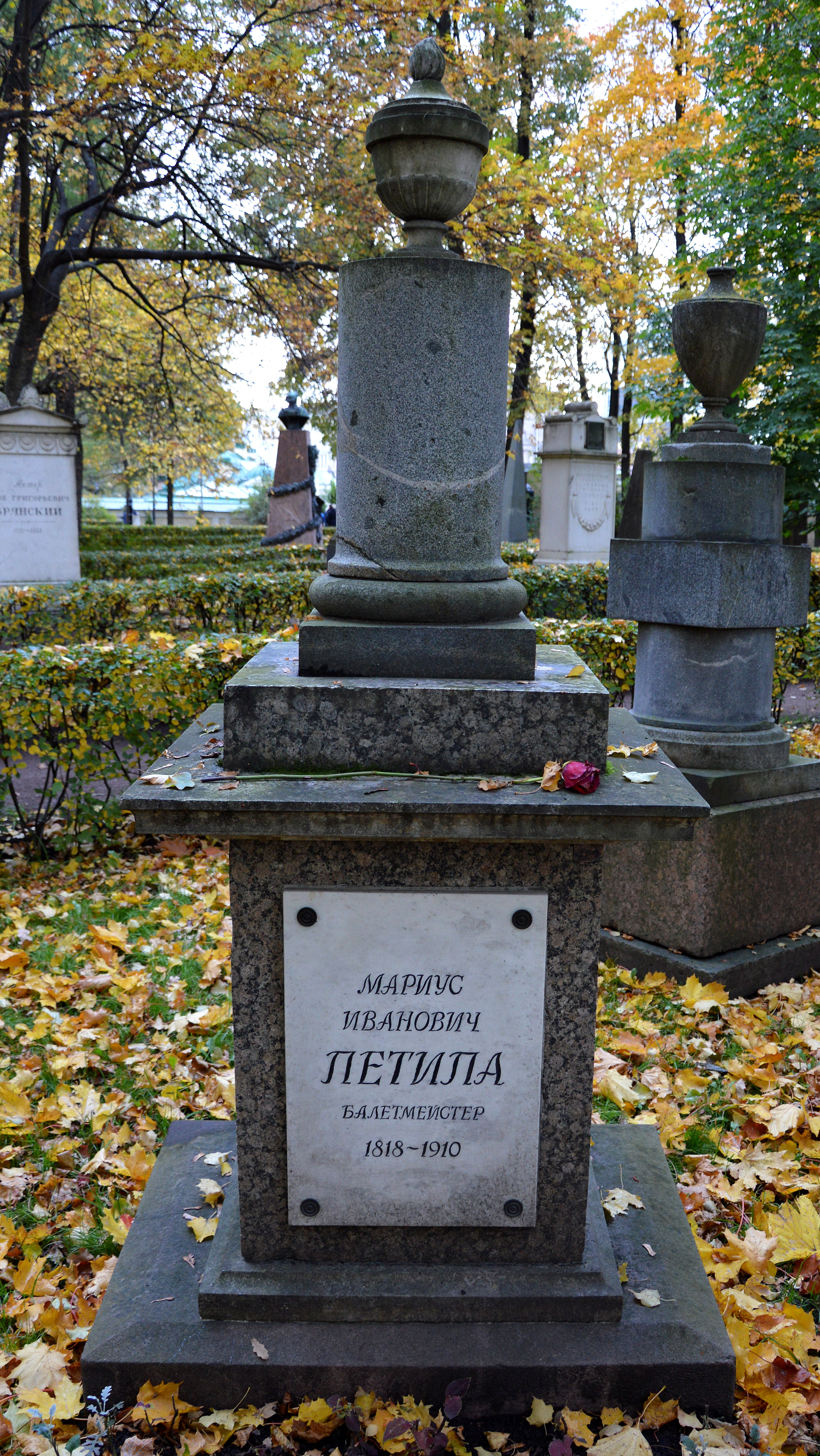
Grób Mariusa Petipy w Petersburgu

Studiował taniec i terminował w balecie pod okiem ojca, kolejno w Brukseli, Lyonie, Marsylii i Bordeaux. Wszędzie tam występował od dziecka, a potem także w Nantes, Paryżu i podczas występów gościnnych trupy swego ojca w Stanach Zjednoczonych (1839). W Paryżu tańczył nawet z legendarnymi gwiazdami baletu: z Carlottą Grisi w 1840 (Comédie Française) i z Fanny Elssler w 1841 (Opéra). Później był kolejno pierwszym tancerzem Grand Théâtre w Bordeaux oraz Teatro Real w Madrycie, gdzie poznał kulturę hiszpańską i zasady tańca hiszpańskiego, co wielokrotnie wykorzystywał później w swojej twórczości choreograficznej (m.in. w swoim słynnym Don Kichocie). 
W 1847 zaangażował się jako pierwszy tancerz baletu cesarskiego w Petersburgu, a w 1862 otrzymał tam prestiżową nominację na stanowisko głównego baletmistrza cesarskiego teatru, które przed nim piastował legendarny paryski choreograf Jules Perrot. Stworzył w Rosji 54 nowe balety autorskie, 17 znanych baletów z wcześniejszego dorobku innych choreografów opracował w nowej wersji oraz był choreografem 35 obszernych scen baletowych w rozmaitych przedstawieniach operowych.
Jego balety oparte byłe zazwyczaj na baśniowej tematyce, popularnej w okresie romantycznym, i odzwierciedlały dokładnie gust epoki. Niektóre ciągnęły się przez 5-6 aktów, często z prologiem i finałową apoteozą, tworząc długi wieczór baletowy składający się z tradycyjnych pas de deux pierwszych solistów, wielu pas d'action i pas de caractère, przeplatanych tańcami całego zespołu.
Najważniejsze balety Petipy są wciąż odtwarzane współcześnie według jego wersji, mimo że wielu późniejszych twórców realizowało i wciąż proponuje własne ich interpretacje choreograficzne.
Silną stroną Mariusa Petipy jako choreografa była umiejętność nowego synkretycznego spojrzenia na balet. Wychował się w tradycji francuskiej, ale czerpał na równi ze szkoły włoskiej; potrafił scalić adagio francuskie z włoskim allegro i doprowadzić kunszt techniczny do najwyższego poziomu. To on był prawdziwy twórcą rosyjskiego baletu i rosyjskiej szkoły tańca. W petersburskiej Cesarskiej Szkole Baletowej, w której przez wiele wykładał, wykształcił wielu genialnych tancerzy (Matylda Krzesińska, Olga Prieobrażenska, Pawieł Gerdt, Wacław Niżyński, Anna Pawłowa, Tamara Karsawina i in.). Niektórzy zasłynęli nie tylko na scenie petersburskiej, ale także na czele słynnych Baletów Rosyjskich Siergieja Diagilewa we Francji, a później wielu z nich rozjechało się po świecie zaszczepiając podstawy rosyjskiej szkoły baletu w licznych krajach.

## Najważniejsze balety z dorobku choreograficznego Mariusa Petipy
- 1847: Paquita wg Josepha Maziliera (nowa wersja: 1881)
- 1848: Satanella wg Le Diable amoureux Josepha Maziliera
- 1850: Giselle wg Jeana Corallego i Julesa Perrota (nowe wersje: 1868 i 1899)
- 1863: Korsarz wg Josepha Maziliera i Julesa Perrota (nowa wersja: 1884)
- 1864: Córka faraona
- 1869: Don Kichot (nowa wersja: 1871)
- 1870: Katarzyna, córka bandyty wg Julesa Perrota
- 1872: Camargo
- 1876: Sen nocy letniej
- 1877: Bajadera
- 1894: Coppelia wg Arthura Saint-Léona
- 1886: Esmeralda wg Julesa Perrota
- 1889: Talizman
- 1890: Śpiąca królewna
- 1892: Dziadek do orzechów (wspólnie z Lwem Iwanowem)
- 1895: Jezioro łabędzie (wspólnie z Lwem Iwanowem)
- 1895: Konik Garbusek wg Arthura Saint-Léona
- 1896: Postój kawalerii
- 1896: Przebudzenie Flory
- 1898: Rajmonda
- 1900: Miliony Arlekina
- 1903: Czarodziejskie zwierciadło